# Ksienija Lewczenko
Ksienija Aleksiejewna Lewczenko (ros. Ксения Алексеевна Левченко; ur. 29 marca 1996 w Tyndzie) – rosyjska koszykarka, występująca na pozycji rozgrywającej, reprezentantka kraju, od 2022 zawodniczka UMMC Jekaterynburg.

## Osiągnięcia
Stan na 22 maja 2024, na podstawie, o ile nie zaznaczono inaczej.

### Drużynowe
- Mistrzyni:
  - Euroligi (2017)
  - Rosji (2022, 2023, 2024)
- Wicemistrzyni:
  - Euroligi (2019)
  - Rosji (2011–2013, 2017–2019)
- 3. miejsce w Eurolidze (2018)
- Brązowa medalistka mistrzostw Rosji (2016)
- Zdobywczyni:
  - Superpucharu Europy (2017)
  - Pucharu Rosji (2016, 2018, 2022–2024)
  - Superpucharu Rosji (2022, 2023)
- Finalistka Pucharu Rosji (2013, 2015, 2017, 2019)
- Uczestnik rozgrywek:
  - Euroligi (2013/2014, 2015–2019, 2021/2022)
  - Eurocup (2018–2021)

### Indywidualne
- MVP Pucharu Rosji (2023)

### Reprezentacja
Seniorska
- Uczestniczka:
  - mistrzostw Europy (2017 – 9. miejsce, 2019 – 8. miejsce, 2021 – 6. miejsce)[4][5]
  - kwalifikacji do:
    - mistrzostw świata (2022)
    - Eurobasketu (2015, 2017, 2019, 2021, 2023)

Młodzieżowe
- Mistrzyni Europy U–18 (2014)[6]
- Wicemistrzyni świata U–19 (2015)[7]
- Brązowa medalistka mistrzostw Europy:
  - U–20 (2016)[8]
  - U–16 (2012)[9]
- Uczestniczka mistrzostw Europy U–18 (2013 – 5. miejsce, 2014)[10]
- Zaliczona do I składu mistrzostw Europy:
  - U–18 (2014)[11]
  - U–16 (2012)[12]
- Liderka w asystach Eurobasketu:
  - U–18 (2014 – 5,6)[13]
  - U–16 (2012 – 4)[14]